# 16 Vulpeculae
16 Vulpeculae, som är stjärnans Flamsteed-beteckning, är en dubbelstjärna belägen i den mellersta delen av stjärnbilden Räven. Den har en kombinerad skenbar magnitud på ca 5,79 och är svagt synlig för blotta ögat där ljusföroreningar ej förekommer. Baserat på parallaxmätning inom Hipparcosuppdraget på ca 14,7 mas, beräknas den befinna sig på ett avstånd av ca 222 ljusår (ca 68 parsek) från solen. Den rör sig närmare solen med en heliocentrisk radialhastighet av ca -37 km/s och kommer som närmast solen att vara på ett avstånd av 155 ljusår om ca 0,9 miljoner år.

## Egenskaper
Primärstjärnan 16 Vulpeculae A är en gul till vit jättestjärna av spektralklass F2 III. Den har en massa som är ca 1,3 solmassor, en radie som är ca 4,0 solradier och utsänder ca 31 gånger mera energi än solen från dess fotosfär vid en effektiv temperatur på ca 6 900 K. Stjärnan har snabb rotation med en projicerad rotationshastighet på 136 km/s,  vilket ger den en något tillplattad form med en ekvatorialradie som uppskattas vara 21 procent större än polarradien.
Stjärnorna i paret kretsar kring varandra med en beräknad omloppsperiod på 1 201 år och en excentricitet på 0,932.